# Mike Sorber
Michael „Mike“ Sorber (* 14. Mai 1971 in Florissant, Missouri) ist ein ehemaliger US-amerikanischer Fußballspieler und aktueller -trainer.

## Sportliche Laufbahn
Sorber studierte an der Saint Louis University und spielte parallel für das NCAA-Fußballteam der Hochschule. 1992 debütierte der Mittelfeldspieler unter Bora Milutinović in der US-Nationalmannschaft und nahm mit ihr ein Jahr später als Gastmannschaft an der Copa América 1993 teil. Bei der WM 1994 im eigenen Land gehörte er ebenfalls zum Kader, nach dem Turnier wechselte er zu UNAM Pumas in die mexikanische Primera División. Nachdem er bei der Copa América 1995 erneut eine Turnierteilnahme verzeichnen konnte, gelang mit dem dritten Platz beim CONCACAF Gold Cup 1996 der erste Medaillengewinn. Im selben Jahr war er zu den Kansas City Wizards in die Major League Soccer gewechselt, dort spielte er später noch für die New York MetroStars und Chicago Fire.
Nach dem Karriereende 2001 kehrte Sorber zunächst als Trainer an die Saint Louis University zurück, ehe er 2007 Teil des Trainerteams von Bob Bradley bei der US-Nationalmannschaft wurde. Nach der Trennung 2011 war er Trainerassistent von Jesse Marsch bei Montréal Impact, ehe das Engagement für beide Ende 2012 endete. Nach einem Aufenthalt bei Philadelphia Union ab Februar 2014 holte ihn Bob Bradley Ende 2017 in sein Trainerteam beim neu gegründeten Franchise Los Angeles FC. Anfang 2022 folgte er diesem zum Toronto FC, wo er gemeinsam mit Paul Stalteri die Rolle des Assistenten übernahm. Im Juni 2023 wurde er gemeinsam mit Bradley von ihren Aufgaben entbunden.